# Данькова
Да́нькова (рос. Данькова) — присілок у складі Армізонського району Тюменської області, Росія.
Населення — 5 осіб (2010, 23 у 2002).
Національний склад станом на 2002 рік:
- росіяни — 61 %
- інгуші — 35 %